# Ole Stavad
Ole Stavad (født 1. juni 1949 i Ejersted, Saltum Sogn) er forhenværende minister, socialdemokratisk politiker. Han er søn af husmand Ejnar Chr. Christensen og husmoder Else Christensen, født Stavad.
Saltum Centralskole 1956-65. Handelsmedhjælpereksamen Aalborg Handelsskole 1968. Sparekasseuddannet. Merkonom i finansiering ved Aalborg Handelsskole 1973.
Bestyrer i Hanherreds Sparekasse (Brovst Afd.) 1973-79. Fra 1979 bankbestyrer i Unibank A/S.
Midlertidigt medlem for Nordjyllands Amtskreds 17.-23. jan. og 19. marts-5. juli 1980. Folketingsmedlem fra 6. juli 1980. Partiets kandidat i Fjerritslevkredsen 
fra 1977, i Sæbykredsen fra 1981.
Medlem af fritidsnævnet i Brovst Kommune 1974-78, af Brovst Kommunes Fællesorganisations forretningsudvalg fra 1979 og af kommunens ligningskommission 1982-85. Bestyrelsesmedlem i Brovst Socialdemokratiske Vælgerforening 1974-81 og 1983-86, kredskasserer 1974-76.
I 2009 var han borgmesterkandidat i Jammerbugt Kommune. Fra januar 2010 er han viceborgmester i kommunen. Han var medlem af kommunalbestyrelsen i Jammerbugt Kommune fra 2010 til 2018, men genopstillede ikke ved kommunalvalget i 2017. Til gengæld opstillede han og blev valgt til regionsrådet for Region Nordjylland i 2017.

## Politisk tidslinje
- Medlem af Socialdemokratiets hovedbestyrelse 1977-81
- Medlem af Statens Ligningsråd 1985-93
- Formand for Folketingets Skatte- og Afgiftsudvalg 1985-90
- Formand for Folketingets Politisk-Økonomiske Udvalg 1990-92
- Skattepolitisk ordfører 1987-90 og 1992-93, finanspolitisk ordfører 1992-93
- Gruppesekretær og medlem af gruppeledelsen fra 1990-92
- Skatteminister 25. jan. 1993 – 27. september 1994 i Regeringen Poul Nyrup Rasmussen I
- Skatteminister 27. september 1994 – 1. november 1994 i Regeringen Poul Nyrup Rasmussen II
- Næstformand i Socialdemokratiet 1995-2000
- Skatteminister 23. marts 1998 – 21. december 2000 i Regeringen Poul Nyrup Rasmussen IV
- Erhvervsminister 21. december 2000 – 27. november 2001 i Regeringen Poul Nyrup Rasmussen IV
- Formand for Nordisk Råds danske delegation og kommunalpolitisk ordfører fra 2001
- Præsident for Nordisk Råd i 2006
- Stillede op som borgmesterkandidat for Socialdemokraterne i Jammerbugt Kommune, men tabte lige nøjagtigt til Mogens Gade fra Venstre.
- Fra 1. januar 2010: Byrådsmedlem og viceborgmester i Jammerbugt Kommune.
- Valgt til regionsrådet for Region Nordjylland i 2017